# Alice in Wonderland (1966)
Alice in Wonderland ist ein Fernsehfilm der BBC aus dem Jahr 1966, der auf dem Buch Alice im Wunderland (Alice’s Adventures in Wonderland) von Lewis Carroll basiert. Jonathan Miller führte nicht nur Regie, sondern schrieb auch das Drehbuch und fungierte als Produzent. Alice wird von Anne-Marie Mallik verkörpert.

## Handlung
Alice unternimmt zusammen mit ihrer eher herben Schwester einen Ausflug in die Natur. Beide sind im viktorianischen Stil frisiert und angezogen. Sie haben ein Buch dabei und setzen sich ins Gras, um darin zu lesen, während die Sonne auf sie niederbrennt. Alice nimmt ihren Hut ab, lässt sich niedersinken und fängt an zu träumen. Urplötzlich ist ihre Schwester verschwunden, stattdessen ist ein weißes Kaninchen da. Es fuchtelt mit einem Spazierstock herum, um die Aufmerksamkeit auf sich zu lenken. Nachdem es wieder in seinem Kaninchenloch verschwunden ist, findet Alice sich in einem altersschwachen Militärkrankenhaus wieder. Als sie eines der Zimmer betreten hat, sieht sie durchs Fenster, wie draußen Menschen den Sommernachmittag genießen. Als sie nach einem Gefäß greift, auf dem  „Drink Me“ steht, wird sie unversehens kleiner, als sie dann einen Minikuchen verspeist, auf dem „Eat Me“ stand, wird sie wieder groß. Schließlich trifft sie Mouse und Dodo und auch andere Tiere, die sich in einem aussichtslosen Rennen messen. Unversehens findet Alice sich in einer kleinen Hütte wieder, und während sie fühlt, wie sie wächst, erklingen Tiergeräusche vor der Hütte, die sie zutiefst beunruhigen.  
Als Alice beherzt aus der Hütte tritt, sieht sie das weiße Kaninchen wieder und befindet sich kurz darauf in einem anderen Gebäude, diesmal zusammen mit einer Raupe und einem muffig riechenden Architekturmodell, woraufhin Alice wieder schrumpft und sich schließlich vor einer Küche wiederfindet, in der eine Gerichtsverhandlung abgehalten wird. Als Alice diese betreten will, wird sie von dem Frosch-Lakai abgewiesen, der ihr sagt, dass er für sie nichts tun könne. Sie entgegnet, das sei idiotisch. Irgendwie schafft sie es dann doch, den Raum zu betreten und sieht die Herzogin, die ein Schlaflied für ihr Baby singt, während der Pfefferkoch die schon zubereiteten Gerichte zerschlägt. Erschrocken bemerkt Alice, dass das Baby, das die Herzogin ihr übergeben hat, ein Schwein ist. 
Als Alice weiterzieht, landet sie auf einer von dem Hutmacher, dem Märzhasen und dem Siebenschläfer gegebenen Tea-Party. Nachdem sie diese Party wieder verlassen hat, trifft sie auf den Gärtner, der weiße Rosen rot anmalt für die Herzkönigin. Der Herzkönig ist ebenfalls da und auch der Herzbube; sie sind gerade von einer Prozession gekommen. Nachdem man zusammen gespielt hat, wird Alice von der Herzkönigin verurteilt. Ihr droht die Enthauptung. Nachdem sie von der schwatzenden Herzogin mit einer Lektion in Sachen Moral überzogen worden ist, bringt der Greif sie zum Meer, wo sie Mock Turtle, die spöttelnde Schildkröte, sieht, die ihre Lebensgeschichte nicht beenden kann, weil sie nie losgelaufen ist. Die Schildkröte und der Greif führen einen Tanz am Rand des Meeres auf, während Alice sich bei Hofe wiederfindet, wo man sie vor Gericht stellt. Als sie die Anweisung, dass sie ruhig zu sein habe, nicht befolgt, da die ohnmächtige Herzkönigin lautstark ihren Kopf fordert, erwacht Alice aus ihren Träumen. Sie liegt im hohen Gras und ihr Blick fällt auf ihre von ihr völlig vergessene Schwester. 

## Hintergrund
Jonathan Millers TV-Adaption der Geschichte von Lewis Carroll, die zum 100-jährigen Jubiläum des Romandebüts gedreht wurde, ist sowohl eine logische Umsetzung des Buches als auch eine radikale Abkehr von den üblichen Konventionen. Die meisten Interpretationen des Stoffs sind vordergründig auf ein kindliches Publikum ausgerichtet. Miller setzt jedoch in seinem Film zum einen auf Erwachsene als Zielgruppe, zum anderen auch auf Kenner der Romanvorlage. So sollte sichergestellt sein, dass sie die ungewöhnlich umgesetzte Handlung wiedererkennen. Daher wurde die Sendung von der BBC erst um 21 Uhr ausgestrahlt.
Miller verknüpft Einflüsse aus Carrolls Umfeld, die sich durch kirchliche Lieder und Soundtracks ausdrücken, mit der zeitgenössischen Mode der 60er-Jahre. Die übrige Musik ist daher durch indische Klänge geprägt, die dem Zeitgeist entsprachen und eine Anspielung auf das British Empire darstellen sollten.
Der Film- und Fernsehhistoriker Paul Mavis bezeichnete die Verfilmung als „dunklen, albtraumhaften Ausflug in einen sinnlosen, fast teilnahmslosen Wahnsinn“. Kameramann Dick Bush filme in einer ungewohnten Kombination aus strenger formeller Daguerreotypie, ästhetisch gefiltert durch Stummfilm-Framing und nähere sich außerdem dem gotischen Horrorfilm der 60er-Jahre an (voller Verzerrungen, Nahaufnahmen mittels Fischaugenobjektivs etc.). Die Verfilmung entspreche nicht dem, was man anhand der literarischen Vorlage erwarte, keine Tierköpfe und Kostümierungen. Weiter hieß es: „Die Effektaufnahmen, in denen Alice ihre Größe wechselt, kamen durch eine extra breite Linse und Verkürzungen zustande.“ Miller gebe uns eine „ganz und gar andere Alice“. Der Soundtrack „unterstütze“ das alles noch, er sei „voller erschreckender Rucke und Konnotationen“.
In dieser Verfilmung waren sehr viel prominente britische Schauspieler besetzt, so beispielsweise Michael Redgrave als Raupe, John Gielgud als Schildkröte, Peter Sellers als Herzkönig, Peter Cook als Hutmacher und Alan Bennett als Maus. Der Brite Jonathan Miller führte Regie. Die Titelrolle wurde von der erst 13-jährigen Anne-Marie Mallik gespielt, es blieb ihre einzige bekannte Rolle.

## Produktion und Veröffentlichung
Innenaufnahmen wurden im Krankenhaus von Netley (bei Southampton), einem großen Königlich-Viktorianischen Militärhospital, gedreht. Das Gebäude von 1856 wurde bald darauf fast vollständig abgerissen. Die Gerichtsszene wurde in den Ealing Studios der BBC gedreht. Weitere Aufnahmen entstanden in Rousham House mit Landschaftsgarten in Oxfordshire sowie in der Grafschaft Surrey im Süden von England.
In Millers Produktion werden die meisten Wunderlandcharaktere von Schauspielern in normaler viktorianischer Kleidung gespielt; die Cheshire Cat war eine echte Katze. Miller äußerte, er habe den Versuch unternehmen wollen, das Wesentliche der Geschichte zu zeigen: „Wenn man die Tierköpfe wegnimmt, beginnt man zu verstehen, um was es überhaupt geht. Ein kleines Kind, umgeben von herumeilenden, sorgenvollen Menschen, das sich fragt, ob das Erwachsenenleben so aussieht.“
Ravi Shankar schrieb die Musik für den Film, der am 28. Dezember 1966 erstmals ausgestrahlt wurde.
Der Schwarzweißfilm entstand im Rahmen der britischen Fernsehserie The Wednesday Play (1964 bis 1970) und ist seit 2003 auf DVD erhältlich.

## Kritik
Der Film- und Fernsehhistoriker Paul Mavis fasste in seinen abschließenden Gedanken zum Film zusammen, dass die 1966er-Version sein Lieblingsfilm der Alice-Verfilmungen sei. Produzent, Regisseur und Adapter Jonathan Miller habe eine „bemerkenswert konsistent ästhetische Version“ von Alice in Wonderland zustande gebracht. […] Nicht ein Segment sei hier fehl am Platz: Kinematografie, Soundtrack, Drehbuch, Darbietung. Mavis empfahl, sich den Film nachts, wenn Dunkelheit herrsche, anzuschauen und nicht an einem hellen, sonnigen Nachmittag. Er wirke dann „fremd, irreal, unheimlich, auf der anderen Seite auch stellenweise komisch, besonders in den Szenen mit Peter Cook als wehleidigem Hutmacher und einem absolut brillanten John Bird als geschwätzigem Frosch-Lakai“.
Scott Thill urteilte auf brightlightsfilm.com Miller veranschauliche mit Alice’ langer, seltsamer Reise in die Welt der Erwachsenen die Psychose, die die „kafkaeske Unlogik des Träumens“ in sich trage, ähnlich wie dies bereits „David Lynch in Blue Velvet und Eraserhead, Jeunet und Caro in Delicatessen und Die Stadt der verlorenen Kinder oder Jim Jarmusch in Dead Man“ getan hätten. Sobald man in Millers „dichtem Labyrinth der Filmsprache und der Mischung seiner Bilder verlorengehe“, finde man „nicht wieder nach Hause“, wo immer das auch sein möge.
Auf der Seite der Filmgalerie Berlin war zu lesen: „Außergewöhnliche Umsetzung des legendären Buchs von Lewis Carroll. Entstanden im Rahmen einer britischen TV-Serie.“